# A.M. Hirschsprung & Sønner
A/S A.M. Hirschsprung & Sønner var en ledende cigar- og tobaksfabrik i Danmark.
Den fra Hamborg indvandrede A.M. Hirschsprung etablerede i 1826 en selvstændig forretning som tobaksfabrikant i København, som efter sønnerne Heinrich og Bernhards overtagelse i 1858 udviklede sig til en af branchens førende. Firmaet blev i 1899 omdannet til et aktieselskab og indgik i 1972 i Skandinavisk Tobakskompagni.

## Historie
I 1826 etablerede den fra Hamborg indvandrede A.M. Hirschsprung et selvstændigt tobaksfirma i København. Virksomheden blev grundlagt i Østergade 2 på hjørnet af Kongens Nytorv, det vil sige i kælderen under Hotel d'Angleterre. 
I 1858 overtog sønnerne Heinrich (1836-1908) og Bernhard (1834-1909) virksomheden. De købte i 1864 ejendommen Østergade 6 og ombyggede den fuldstændigt som fremtidigt udsalg for virksomheden. 
I 1860'erne flyttede fabrikken til en nyopført bygning, der stadig eksisterer, i Tordenskjoldsgade 7-9, bag Det Kongelige Teater i København. Den er tegnet af Ove Petersen og senere ombygget af Axel Maar.
I 1899 omdannedes firmaet til aktieselskab med Holger Hirschsprung (1867-1949) som administrerende direktør. Selskabets første bestyrelse bestod af H.N. Andersen, Isak Glückstadt, Bernhard og Heinrich Hirschsprung samt A.B. Munter.
I 1950 flyttede fabrikken fra Tordenskjoldsgade til en helt ny fabrik i Virum. Bygningerne blev solgt fra i 1985. Tilbage er kun firmaets vartegn ud mod Kongevejen: En springende hjort.
I 1972 blev den, ligesom mange andre fabrikker, overtaget af Skandinavisk Tobakskompagni.